# Philippiques (Cicéron)
Pour les articles homonymes, voir Philippiques et Philippiques (Démosthène).
Les Philippiques sont une série de quatorze discours prononcés par Cicéron en 44 et 43 av. J.-C., attaquant de plus en plus violemment Marc Antoine, qui se pose en successeur de Jules César. Il les nomme ainsi en avril 43 en l'honneur des Philippiques de Démosthène, qu'il admirait beaucoup. Toutefois sous l’Empire, les rhéteurs continuent à les désigner sous leur appellation initiale Antonianae,. 
Les deux premiers discours marquent la rupture entre Marc Antoine et Cicéron. Le premier, début septembre 44 av. J.-C., malgré un ton modéré et aimable, débute les critiques contre la politique de Marc Antoine, qui réagit vivement mais verbalement. La IIe Philippique, jamais prononcée en public, est un long et violent pamphlet contre Antoine. À partir de la fin décembre 44 av. J.-C. et de la IIIe Philippique, Cicéron tente de dresser le Sénat contre Antoine. Malgré sa IVe Philippique, il ne parvient pas à empêcher l’envoi d’une délégation de négociateurs auprès d’Antoine, idée qu’il combat sans relâche dans les Ve, VIe, VIIe, VIIIe et XIe discours. Les Xe et XIe Philippiques sont un soutien en faveur des républicains Brutus et Cassius, sans succès dans le cas du second. Dans les XIIe, XIIIe et XIVe Philippiques, Cicéron tente de balayer toute hésitation du Sénat contre sa politique de guerre contre Antoine.
Par cette série de discours, Cicéron espère provoquer l’élimination d'Antoine, mais les sénateurs mettent trop de temps à partager son intransigeance. Après être parvenu à faire déclarer Antoine comme ennemi public, Cicéron ne peut faire face au second triumvirat. Il est proscrit par Antoine et finit exécuté sommairement le 7 décembre 43 av. J.-C.

## Manuscrits sources
Le texte latin dont nous disposons à l'époque moderne a été établi à partir d’un certain nombre de recueils de discours de Cicéron, qui tous sont des manuscrits dérivés d’un même exemplaire perdu, vu les omissions, les corruptions et les additions de texte qu’ils ont en commun. Parmi ceux-ci :
- Vaticanus Basilicanus H25, du IXe siècle, qui est l’exemplaire le plus ancien. Il contient beaucoup d’erreurs et de lacunes, et il lui manque les quarante derniers paragraphes de la 13e Philippique, et la 14e Philippique
- Leidensis Vossianus O 2, du Xe siècle, où il manque la fin de la 13e Philippique, et la 14e Philippique
- Tegernseesis, du XIe siècle, le plus complet puisqu’il n’y manque que la fin de la 14e Philippique
- Londinensis, du XIe siècle, qui s’arrête au paragraphe 26 de la 13e Philippique

et d’autres exemplaires du XIIIe siècle, le Bernensis 104, le Bambergensis MIV 15, le Wolffenbutianus 278. Tous ces manuscrits doivent être combinés pour obtenir un texte latin, dans lequel il subsiste néanmoins des doutes et des difficultés de reconstitution.

## Date et contexte
Les conjurés qui ont assassiné Jules César le 15 mars 44 av. J.-C. n’ont aucun projet politique pour donner une suite à leur attentat. Pis, ils ont épargné Marc Antoine, seul consul survivant, et lui laissent le pouvoir. Il réunit le Sénat et fait voter des mesures d’apaisement le 17 mars, selon un compromis soutenu par Cicéron et satisfaisant les uns et les autres : amnistie pour les meurtriers de César, ratification des décisions de César et garantie des mesures en faveur de ses vétérans. En contrepartie, Antoine accepte d’avoir comme collègue au consulat Dolabella, le gendre de Cicéron. Mais Cicéron déchante rapidement, car Antoine gouverne de façon arbitraire et multiplie les abus. Prudemment, Cicéron se réfugie le 7 avril dans ses maisons de campagnes, où il reprend la rédaction de ses traités philosophiques tout en suivant l’évolution politique à Rome. Antoine convoque le Sénat pour le 1er septembre 44 av. J.-C., pour accorder les honneurs divins à César. Revenu à Rome, Cicéron prétexte les fatigues du voyage pour ne pas prendre part à la réunion. A la séance du lendemain, en l’absence d’Antoine, il prononce dans la Ire Philippique un jugement sévère et prodigue des leçons de conduite aux deux consuls. Une série de discours vont suivre, jusqu'au 20 avril 43 av. J.-C. avec la XIVe Philippique. Deux citations du grammairien Arusianus Messius évoquent une XVIeet une XVIIe Philippique, peut-être prononcées devant le Sénat lors des séances du 27 et 27 avril, dont ils ne reste aucune autre trace.
La correspondance avec son ami Atticus permet de suivre l'élaboration des Philippiques et le plus souvent d’en préciser la date. Atticus assure aussi la relecture et la diffusion des textes remis en forme écrite par Cicéron après leur énoncé. Cicéron ne reprend d'ailleurs pas toutes ses nombreuses prises de paroles.

## Auditoires
Les discours sont prononcés devant les sénateurs, réunis sur convocation d’un magistrat, qui peut être un des deux consuls ou un préteur, ou bien à la tribune des Rostres, devant le peuple assemblé sur le forum à l’appel d’un tribun de la plèbe. Cicéron adapte à chaque fois les arguments et le ton de son propos à ses interlocuteurs et aux circonstances. 
Au Sénat, il doit attendre son tour de parole, généralement après les consulaires (anciens consuls) plus anciens que lui dans l'exercice de cette magistrature. Face à des politiciens critiques, il doit constamment argumenter, justifier son orientation politique, exposer des faits, invoquer les intérêts de l’aristocratie, soulever des questions juridiques. Malgré ses efforts d’éloquence, et face à une opposition animée par Quintus Fufius Calenus, il n’obtient pas toujours ce qu’il demande et s'impatiente contre « la pénurie de consulaires fermes et vaillants », l’indifférence des uns, les mauvais sentiments d’autres, le manque de fermeté, la peur égoïste, la jalousie qui le vise. De fait, le Sénat est largement divisé : les aristocrates jalousent l'homo novus qu'est Cicéron et se méfient d'Octave ; les césariens, ex-compagnons d'armes de César, se partagent entre Antoine et Octave et méprisent les pompéiens, anciens partisans de Pompée, vaincus et amnistiés par César.  
Devant le peuple, Cicéron est à son aise ; il parle sans contradicteur, peut enjoliver, suggérer, souligner les manifestations divines, remplacer les preuves par des témoignages, enchaîner les questions et les réponses, flatter et amuser l’auditoire.

## Contenu

### Première Philippique, 2 septembre 44
Devant les sénateurs, sous la présidence de Dolabella et en l’absence d’Antoine, Cicéron emploie habilement un ton modéré et amical. Il fait l’historique des événements depuis la mort de César et justifie sa prise de distance et son retour à Rome. Dans une seconde partie, il récapitule les mesures prises depuis par les consuls en exercice, Antoine et Dolabella, et alterne la description de leurs mérites et la critique pour ce qui, dit-il, va à l’encontre des volontés de César (acta Caesaris). Il presse les consuls de revenir aux nobles sentiments d'amitié, d'affection et de recherche du bien public,.
Piqué au vif, Antoine répond par un discours venimeux à la séance du Sénat du 19 septembre, en l’absence de Cicéron qui craignait pour sa vie, et répète ses attaques contre celui-ci le 2 octobre devant une assemblée du peuple.

### Deuxième Philippique, 24 octobre 44
Prudemment réfugié dans sa villa de Pouzzoles à partir du 20 octobre, Cicéron réagit à froid, par écrit ; sa deuxième Philippique, la plus longue de toutes avec cent-dix-neuf paragraphes, est un pamphlet rédigé comme un discours au Sénat, soi-disant prononcé le 19 septembre. Cicéron l'envoie à Atticus le 24 octobre, en lui laissant le choix de le diffuser ou non. Atticus répond le 31 en formulant quelques remarques que Cicéron intègre. Une nouvelle version est soumise à un ami, Sex. Peducaeus, qui approuve le texte fin novembre. Wuilleumier présume que la publication a été faite après le retour de Cicéron à Rome, le 9 décembre 44. 
Dans la première partie, Cicéron réfute point par point les accusations formulées en septembre par Antoine, défend l'intégrité de la gestion de sa fortune, affirme son innocence dans la mort de Clodius et celle de César, son rôle modérateur dans le conflit entre Pompée et César.
La seconde partie est un réquisitoire violent et même haineux contre Antoine, une attaque sur tous les plans, vie privée et publique, ancienne et récente. Il l’accuse de débauche, de relations homosexuelles avec Curion, d’ivrognerie, de banqueroute financière, d’épousailles douteuses, de bêtise intellectuelle.  Sur l’action politique d’Antoine, Cicéron force le trait et l’accuse d’être responsable du déclenchement de la guerre civile en 49, de n’avoir pas suivi César en Afrique et en Espagne par lâcheté, et insinue qu'il a comploté contre César et tenté de l’assassiner, détails tous contredits par Plutarque. Pour la période finale, de 45 à 44, les sujets d’indignation pleuvent : tentative de couronner roi César lors des Lupercales, provocation du peuple à l’émeute pour les funérailles de César, détournements financiers, favoritisme pour ses compagnons de débauche dans les attributions de terre, installation de soldats en armes jusque dans le Sénat.

### Troisième et quatrième Philippique, 20 décembre 44
Durant les mois d’octobre et de novembre 44, le jeune Octave, âgé de 19 ans, neveu et héritier de César, s’active auprès des vétérans des armées de César et commence en toute illégalité à reconstituer des légions qui lui soient dévouées. De son côté, Antoine regroupe aussi des légions en Italie et attribue les gouvernements de provinces par des tirages au sort douteux. Lui-même veut avoir les provinces de Gaule cisalpine et de Gaule transalpine, en remplacement de la Macédoine qu’il a réattribué à son frère Lucius. Dans sa villa de campagne, Cicéron achève son dernier traité le De Officiis et se tient au courant des événements grâce à sa correspondance avec ses amis. Contacté par Octave, il lui accorde son soutien, après quelques hésitations. Averti qu’Antoine a quitté Rome, il y revient le 9 décembre, pour préparer politiquement l’année 43 av. J.-C. et le neutraliser.
Le Sénat est réuni le 20 décembre 44 par le tribun de la plèbe  M. Servilius, sur l’instance de Cicéron. La date est bien choisie car les consuls désignés pour l'année 43, Hirtius et Pansa, ne sont pas encore entrés en fonction, ce dont profite Cicéron pour parler le premier. Cicéron prononce deux discours le même jour. Le matin, il demande que les sénateurs prolongent le gouvernement des Gaules de Decimus Junius Brutus et ratifient les levées de troupes d’Octave. Il renouvelle ses attaques contre Marc Antoine et contre son frère Lucius Antoine. Il affirme que les illégalités de Marc Antoine entraînent la déchéance automatique de son mandat de consul et qu’il faut l’abattre. Il termine en exhortant les futurs consuls Pansa et Hirtius à appliquer ces mesures approuvés par les sénateurs.
L’après-midi, Cicéron s’adresse au peuple par la IVe Philippique, dans un style différent, plus passionné et plus familier : il reprend les thèmes présentés le matin et affirme que si Marc Antoine n’a pas encore été officiellement jugé ennemi public, il peut être considéré comme tel. Aux applaudissements de la foule, Cicéron estime « avoir jeté les fondements de la République ».

### Cinquième Philippique,1erjanvier 43
Le 1er janvier 43, a lieu la session solennelle d’intronisation des nouveaux consuls Hirtius et Pansa au temple de Jupiter capitolin. Les décisions contre Antoine ne suivent pas de façon aussi énergique que Cicéron le souhaitait dans la précédente séance. L'ancien consul Quintus Fufius Calenus propose d’envoyer une ambassade rencontrer Antoine. Cicéron réagit vivement, il presse le Sénat de ne pas envoyer d'ambassadeurs et met en garde sur les intentions d’Antoine. Il demande que le Sénat donne les pleins pouvoirs aux consuls, décrète l’état d’alerte et accorde des récompenses aux plus vigoureux des opposants d’Antoine, Decimus Junius Brutus, Octave et ses soldats ainsi que Lépide, qui a su imposer la paix à Sextus Pompée, le fils du défunt Pompée.

### Sixième Philippique, 4 janvier 43
Les sénateurs hésitent entre les deux propositions, celle de Calenus et celle de Cicéron, et après quatre jours de débats intenses, s’accordent sur un compromis : les récompenses honorifiques proposées par Cicéron sont accordées, avec des distinctions particulières pour Octave, tandis qu’une ambassade est constituée de trois anciens consuls Lucius Calpurnius Piso Caesoninus, Lucius Marcius Philippus et Servius Sulpicius Rufus, pour obtenir qu’Antoine évacue la Gaule cisalpine dans un délai de vingt jours, sous menace de lui faire la guerre.
Furieux de ce retard, Cicéron fait convoquer le peuple par le tribun de la plèbe P. Apuleius. S’adressant au peuple dans sa VIe Philippique, il présente l’envoi de cette ambassade par le Sénat comme un ultimatum adressé à Antoine, prédit son refus, prévoit que la guerre se produira au retour des ambassadeurs. Il appelle à l’union de tous dans la lutte pour la liberté. Pour mettre le public de son côté, il le félicite de son soutien au Sénat et il mène son discours avec vivacité, l'émaille de traits comiques, de sous-entendus, de jeux de mots, de rafales de questions et de réponses.

### Septième Philippique mi janvier 43
Les sénateurs et la population romaine attendent le retour des ambassadeurs. Cicéron encourage le consul Hirtius à partir en guerre contre Antoine et approuve la mobilisation de troupes. Dans le même temps, Quintus Fufius Calenus et les partisans d’Antoine à Rome mènent une campagne de rumeurs. Diverses hypothèses circulent sur les réponses conciliantes que ferait Antoine, tandis que Cicéron est accusé de pousser à la guerre civile. Ce dernier doit réagir. Il profite d’une séance du Sénat tenue sur des questions mineures pour faire suivre son vote d’une déclaration générale sur la situation politique, ainsi que le permet l’usage pour les prises de paroles. Dans cette 7e Philippique, Cicéron réfute l’accusation selon laquelle il serait un fauteur de guerre et se présente au contraire comme un défenseur de la paix ; mais il estime que c’est la situation qui rend nécessaire  une guerre contre Antoine. Il dénonce la trahison de certains consulaires, visant Calenus sans le nommer, et démontre que conclure la paix avec Antoine serait honteux et dangereux et donc inconcevable.

### Huitième Philippique, 3 février 43
Les ambassadeurs sont de retour à Rome le 1er février, sans Servius Sulpicius Rufus, qui, déjà malade au départ de Rome, est décédé durant sa mission. Antoine a repoussé les demandes du Sénat et formulé des contre-propositions, que l’on connaît mal. La session du Sénat le 2 février est houleuse, Cicéron demande qu’on déclare la guerre, Fufius Calenus s’y oppose, défend les propositions d’Antoine et propose l’envoi d’une nouvelle ambassade. Soutenu par le consul Pansa, Lucius Julius Caesar, ancien consul et oncle d’Antoine, fait passer une motion intermédiaire, refusant de nouvelles négociations, proclamant l’état d’alerte, plus modéré que la guerre (tumultus et non bellum), et accordant les pleins pouvoirs aux consuls Pansa et Hirtius ainsi qu’à Octave. C’est ce que Cicéron avait demandé un mois plus tôt, mais il est déçu par ces lenteurs,.
Le lendemain, le 3 février, dans la 8e Philippique, Cicéron prend à partie tous ceux qui ne le suivent pas. Il blâme Pansa pour sa faiblesse, accuse les délégués Lucius Calpurnius Piso Caesoninus et Lucius Marcius Philippus d’avoir trahi leur mandat en rapportant les contre-propositions d’Antoine. Il attaque durement Fufius Calenus et les consulaires qui le soutiennent au Sénat. Il réaffirme que la paix sous le pouvoir d’Antoine serait la même chose que l’esclavage. Cicéron propose d’amnistier tous les soldats d’Antoine qui se rallieront avant le 15 mars 43 aux consuls, à Octave ou à Brutus, tandis que les autres seront considérés comme des ennemis de la République. Le Sénat vote cette motion.

### Neuvième Philippique, probablement le 4 février 43
Une session spéciale du Sénat est consacrée à l’éloge funèbre de Servius Sulpicius Rufus, décédé durant l’ambassade auprès d'Antoine. Parlant après le consul Pansa et d’autres orateurs, Cicéron présente le défunt comme un héros décédé lors d’une mission dont Antoine est la cause et lui attribue donc la responsabilité de sa mort. Les sénateurs acceptent les propositions de Cicéron et attribuent à Sulpicius Rufus les honneurs de funérailles solennelles dans un tombeau national et, sur la tribune des Rostres, l’installation de sa statue en bronze avec une inscription honorifique.

### Dixième Philippique, mi février 43
Fin 44, Marcus Junius Brutus débauche les légions qui stationnaient en Macédoine et bat Caius Antonius, frère de Marc Antoine qui lui a attribué le gouvernement de cette province. Brutus a ainsi pris le contrôle de la Macédoine, de la Grèce et de l’Illyricum. Informé à Rome par courrier, le consul Pansa convoque le Sénat pour faire approuver cette initiative. Q. Fufius Calenus s’y oppose et soutient les droits de Caius Antonius. 
Cicéron réplique par la Xe Philippique, dans laquelle il attaque une fois de plus Calenus, Antoine et son entourage et vante le loyalisme de Brutus. Il persuade le Sénat de prendre un senatus-consulte félicitant Brutus pour son action et lui confirmant le gouvernement des provinces de Macédoine, d’Illyricum et de Grèce, avec le commandement des légions sur place.

### Onzième Philippique, fin février 43
Tandis que Brutus prenait le contrôle de la Macédoine, Cassius faisait de même sur la province de Syrie. Dolabella, l’ex-gendre de Cicéron, qui s’était brouillé avec celui-ci et avait pris le parti d’Antoine, s’était fait attribuer le gouvernement de la Syrie. Passant par l’Asie pour gagner sa province, Dolabella a fait prisonnier puis laissé massacrer son gouverneur Trebonius, un des assassins de Jules César, et s’est emparé de sa province. Informé vers la fin février, le Sénat déclare Dolabella ennemi public sur la proposition de Fufius Calenus. Par contre, les sénateurs se divisent pour décider qui commandera la campagne militaire punitive à mener contre Dolabella. L’un propose un des consuls, Hirtius ou Pansa sur tirage au sort, ou un légat qu’il désignerait ; Lucius Julius Caesar suggère un ancien gouverneur de la province d’Asie, Servilius Isauricus.
Parlant à son tour, Cicéron commence dans sa XIe Philippique par blâmer Dolabella pour le meurtre de Trebonius, dont il souligne la perfidie et la cruauté, et enchaîne par des attaques contre Marc Antoine, contre son frère Lucius et leur entourage, les déclarant solidaires de ce crime. Abordant enfin la question de la direction des opérations militaires contre Dolabella, il écarte les propositions des orateurs précédents et propose une nouvelle solution : il demande que le gouvernement de la Syrie soit confié à Cassius, avec un pouvoir militaire étendu à toute la région pour coordonner toutes les forces d’Orient contre Dolabella. Cette proposition mettait toute la partie hellénique de l’Empire sous la domination de Brutus et Cassius, les deux principaux assassins de César, ce que le parti césarien ne peut accepter. Le consul Pansa refusa donc de la mettre au vote et fit désigner un légat. 
Ayant échoué au Sénat, Cicéron tente de mobiliser l'opinion et fait acclamer le soir même le nom de Cassius par une assemblée du peuple ; mais il est contredit par Pansa, qui expose les craintes de la mère et du frère de Cassius sur une guerre en Orient. Têtu malgré son double échec, Cicéron écrivit à Cassius pour l’encourager à agir de sa propre initiative pour défendre la République.

### Douzième Philippique, début mars 43
Après l’insuccès de Cicéron, les partisans d’Antoine agissent : Fufius Calenus et Pison, qui héberge Fulvia, l’épouse d’Antoine, obtiennent que Pansa fasse décider au Sénat le principe d’une nouvelle députation à Antoine. Celle-ci réunirait les représentants de toutes les tendances, Pison et Calenus, Servilius Isauricus, Julius Caesar et Cicéron. Les discussions auraient lieu auprès d’Antoine à Modène, sans condition préalable.
Les gouverneurs et les chefs des armées stationnées dans les provinces et en Italie sont aussitôt informés par courrier de ces perspectives de détente : Hirtius et Octave écrivent à Marc Antoine, qui leur répond par une lettre dont la teneur est invoquée dans la treizième Philippique. Lépide, gouverneur de l'Hispanie citérieure et de la Gaule narbonnaise, envoie un message exhortant le Sénat à traiter avec Antoine. Depuis la Gaule chevelue, Lucius Munatius Plancus fait de même tout en informant Cicéron de son soutien.
Sollicité par les partisans de l’autre bord, Pansa réunit de nouveau les sénateurs, pour revoir la question de cette ambassade. La date de cette séance n’est pas connue ; elle pourrait se situer vers le 8 / 10 mars. Pansa puis Servilius Isauricus expliquent leur changement d’avis. À son tour, Cicéron reconnaît s’être trompé en acceptant cette ambassade. Il reprend les arguments des Ve et VIIe Philippiques contre l’idée de toute négociation avec Marc Antoine. De surcroît et pour son cas personnel, il énumère les multiples raisons qu’une telle démarche lui font craindre pour sa vie. Le Sénat annule donc cette ambassade.

### Treizième Philippique, 20 mars 43
Les courriers de Lépide et de Plancus adressés au Sénat arrivent à Rome, alors que pendant leur acheminement, le projet d’une négociation a été annulé. Par ailleurs, Hirtius et Octave ont communiqué à Cicéron la réponse que leur a faite Antoine. Le lendemain 20 mars, le Sénat est réuni pour déterminer les réponses à donner. La lettre de Lépide est peu appréciée et son beau-frère Servilius Isauricus rejette sa suggestion de négociation avec Antoine.
Cicéron parle à sa suite ; il commence par un argument de principe, affirmant que, si la guerre civile est abominable, on ne peut traiter avec Antoine et que la liberté est préférable à la paix et le courage à la vie. Il expose ensuite son avis sur les courriers reçus : taxant Lépide d’arrogance, il lui rappelle les honneurs qu’on lui a accordés pour avoir fait la paix avec Sextus Pompée, l’incite à respecter ses devoirs envers l’État et, faisant référence aux crimes d’Antoine, réaffirme l’impossibilité de pactiser avec lui. Inversement, Cicéron ménage Plancus. La troisième partie de son discours est une analyse critique détaillée et virulente de la réponse d’Antoine transmise par Hirtius et Octave. Cicéron conclut en approuvant la motion de rejet de Servilus Isauricus et propose d’y ajouter des félicitations officielles à Sextus Pompée.

### Quatorzième Philippique, 21 avril 43
La XIIIe et la XIVe Philippique sont espacées d’un mois. Pendant ce temps, le consul Hirtius et Octave ont entamé les opérations militaires contre Antoine, qui assiège Modène, en Italie du Nord. Les soldats de l'autre consul Pansa qui tentent de les rejoindre sont anéantis, mais Hirtius tombe à l’improviste sur les troupes d’Antoine, qui font retour vers le nord, et les taille en pièces.
Cicéron prend la parole au Sénat le 9 avril, puis le 13 ou le 14 avril mais il ne consigne pas ces interventions dans ses Philippiques.
Les nouvelles parviennent à Rome, d’abord la défaite de Pansa, puis la victoire d’Hirtius. Un préteur réunit le Sénat le 21 avril. Servilius Isauricus propose de célébrer la victoire par quelques jours de supplications pour remercier les dieux et de quitter la tenue militaire. Cicéron trouve cela insuffisant et inopportun. D’abord, il faut poursuivre la guerre, dégager Modène et déclarer Antoine ennemi public. En passant, Cicéron rappelle que selon l’usage des dernières années, seuls ceux qui ont le titre d’imperator peuvent bénéficier de supplications.
Cicéron fait ensuite l’éloge des chefs victorieux et des soldats tombés pour la défense de la République et propose des honneurs exceptionnels : célébration  d’actions de grâces par cinquante jours de supplications, une durée jamais atteinte ; funérailles nationales dans un tombeau construit au frais de l’État pour les soldats morts ; distribution à leur famille de la prime de victoire promise à chaque soldat. Il demande enfin qu’Antoine soit déclaré ennemi public.
L’historien Dion Cassius confirme que le Sénat officialise le titre d’imperator de Pansa, d’Hirtius et d’Octave, qu’ils avaient déjà reçu de leurs troupes, et accorde aux soldats morts les honneurs demandés. En revanche, Cicéron doit attendre le 26 avril pour qu’Antoine soit déclaré ennemi public.

## Postérité
Atticus assure la conservation et la diffusion des Philippiques. Évidemment, Brutus et Cassius les apprécient, tandis qu’Antoine condamne à mort leur auteur. Asinius Pollion, grand détracteur de Cicéron, insinue que ce dernier aurait proposé de réfuter ces discours, ce que Sénèque le Rhéteur réfute comme un mensonge,.
Sous l’Empire, Lucain s’inspire de la IIe Philippique, que le satiriste Juvénal qualifie de « divine ». Les grammairiens romains citent abondamment les Philippiques pour leurs exemples. Le rhéteur Quintilien voit dans l’éloge funèbre de Servius Sulpicius Rufus de la IXe Philippique un bon exemple de d’exercice oratoire de type persuasif (suasoria). 

### Traductions
- Cicéron, Œuvres complètes, tome III, Philippiques, dir. Nisard, éditeur J. J. Dubochet, 1848, en ligne sur remacle.org, en ligne sur Itinera Electronica
- (fr + la) Cicéron (trad. André Boulanger, Pierre Wuilleumier, préf. Pierre Wuilleumier), Discours, Philippiques I à IV, t. XIX, Les Belles Lettres, 1963 (1re éd. 1959)
- (fr + la) Cicéron (trad. Pierre Wuilleumier, préf. Pierre Wuilleumier), Discours, Philippiques V à XIV, t. XX, Les Belles Lettres, 1964 (1re éd. 1960)

### Ouvrages généraux
- Hubert Zehnacker et Jean-Claude Fredouille, Littérature latine, Paris, Presses universitaires de France, coll. « Quadrige », 2005, 520 p. (ISBN 2-13-055211-0)

### Articles
- Marie-José Kardos, L'art de la mise en scène dans les quatre premières Philippiques. In: Vita Latina, N°153, 1999. pp. 15-26
- Véronique Leovant-Cirefice, « Relire les quatre premières Philippiques à la lumière de la correspondance de Cicéron », Vita Latina, no 152,‎ 1998, p. 22-35 (lire en ligne)
- Maurice Mendel, Marc-Antoine déchu de sa nobilitas dans les Philippiques (I-IV). In: Vita Latina, N°153, 1999. pp. 27-40.